# Муловсмоктувач

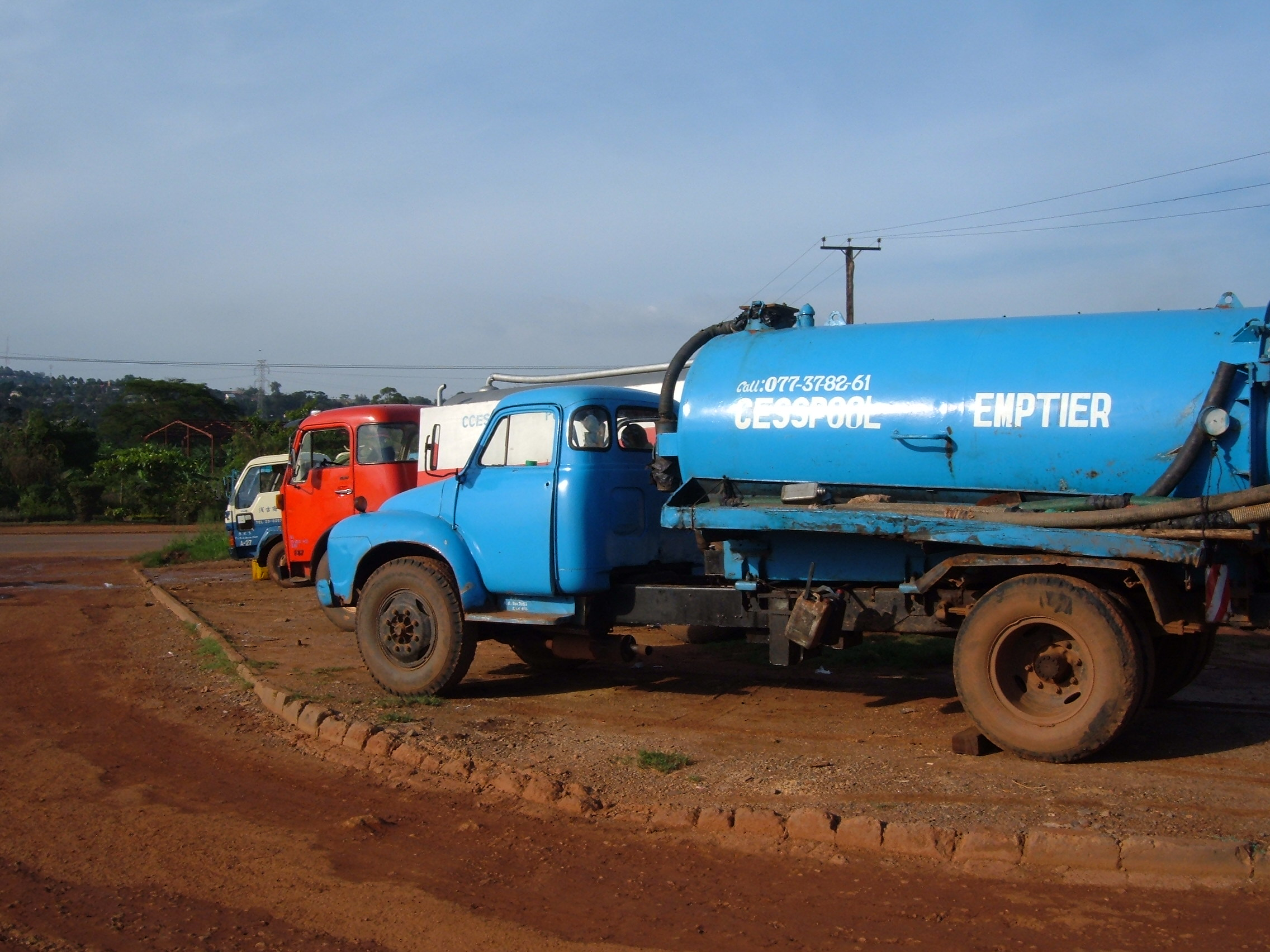
Муловсмоктувач у вигляді автоцистерни, обладнаний гнучкими трубами (рукавами)

Муловсмоктувач або асенізаторська машина — пристрій із цистерною або автоцистерною обладнана вакуумним насосом для відсмоктування повітря із цистерни, що забезпечує засмоктування рідини у цистерну із від'ємним тиском. Рідина, яку всмоктує пристрій, зазвичай не має безпосереднього контакту із механізмом насосу. Цистерна зазвичай може бути облаштована під нахилом для самостійного стікання рідини, або забезпечуватись підйомником. Позаду цистерна обладнується вікном для контролю рівня рідини. Машина застосовується для пневматичного відсмоктування рідини, рідин з мулом, пульпи та побутових стічних вод. Функціонально — використовується для перевезення рідких неагресивних речовин з одного місця в інше. У побуті частіше відома як машина-асенізатор для викачки вигрібних ям, ямних туалетів, донних накопичень септиків із наступним вивезенням рідких побутових відходів до очисних споруд. Муловсмоктувачі можуть бути обладнані додатковим баком з водою, для розмивання донних відкладень водою.
В окремих випадках розрізняють машину-асенізатор та муловсмоктувач — муловсмоктувач може бути обладнаний більш потужним насосом, що забезпечує всмоктування на глибині більше чим 4 м, тоді як машина-асенізатор може працювати до чотирьох метрів, що є глибиною більшості вигрібних ям.

## Застосування

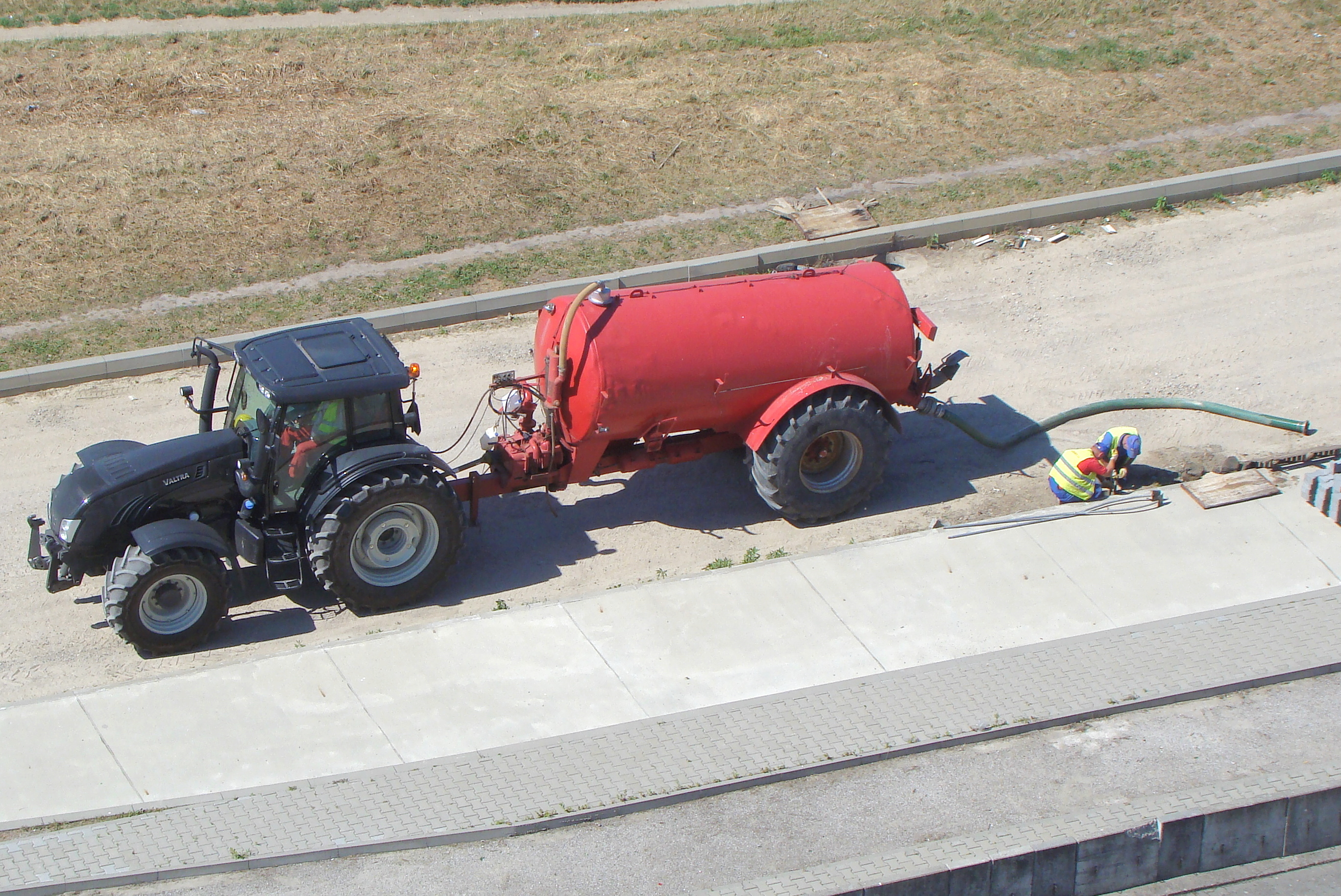
Автоцистерна-причіп із вакуумним насосом використовується для очистки пісковловлювачів при обслуговуванні дощової каналізації

- Горизонтально направлене буріння — технологічний процес передбачає застосування для прокладки поліпропіленових труб-провідників для кабельних ліній або труб водогону використання спеціальної глини та змочування ґрунту водою що створює велику кількість рідких технологічних рідин які потрібно відсмоктувати, особливо, коли буріння проводиться між двома котлованами, наприклад, обабіч доріг.
- Очистка мулу та піску із камер дощової каналізації які обладнані пісковловлювачами.  Додатковий сифон у дощоприймачеві  накопичує пісок, відсів  опале листя, рештки скошеної трави,  дрібне сміття  яке  тоне та іншу органіку із дорожнього покриття.  Подібне сміття з часом накопичується у спеціально обладнаному заглибленні дощоприймальної камери  задля уникнення забивання дощової каналізації в цілому. Муловсмоктувач може бути використаний з метою розмивання таких дрібних решток та їхнього подальшого відсмоктування.
- Викачка ям з побутовими стічними водами — у ряді випадків приватні будинки не мають централізованого забезпечення побутовою каналізацією, це може бути як наслідок складного рельєфу та дороговизни її прокладання із численними насосними станціями. У такому випадку можуть застосовуватися вигрібні ями які потребують періодичного відсмоктування вмісту подібною технікою.
- Відкачування вмісту вигрібних ям, септиків, ямних туалетів. Конструкція септика зазвичай передбачає його самостійне дренування у навколишній ґрунт за допомогою дренажного поля[en], проте септик інколи передбачає донну очистку унаслідок відкладання осаду із побутових стічних вод які довгий період часу не розкладаються та зменшують корисний об'єм септика. Ямні туалети чи вигрібні ями передбачають герметичну або напівгерметичну конструкцію задля запобігання забруднення ґрунтових вод, тому передбачають періодичного очищення асенізаторськими машинами по мірі заповнення.
- Доставка технічної води — подібний вид транспорту може застосовуватися для доставки технічної води до місця садівництва з метою поливу насаджень, для цілей будівництва, наприклад, для трамбування відсіву за допомогою води при засипанні траншей які необхідно потім асфальтувати задля запобігання подальших просадок місця викопування траншей; інколи, у екстрених випадках для цілей пожежегасіння.